# Gare de Nuits-sous-Ravières
Gare de Nuits-sous-Ravières vasútállomás Franciaországban, Nuits településen.

## Vasútvonalak
Az állomást az alábbi vasútvonalak érintik:
- Párizs–Marseille-vasútvonal
- Nuits-sous-Ravières–Châtillon-sur-Seine-vasútvonal
- Avallon–Nuits-sous-Ravières-vasútvonal

## Kapcsolódó állomások
A vasútállomáshoz az alábbi állomások vannak a legközelebb:
- Gare de Tonnerre
- Gare de Montbard